# Almirall

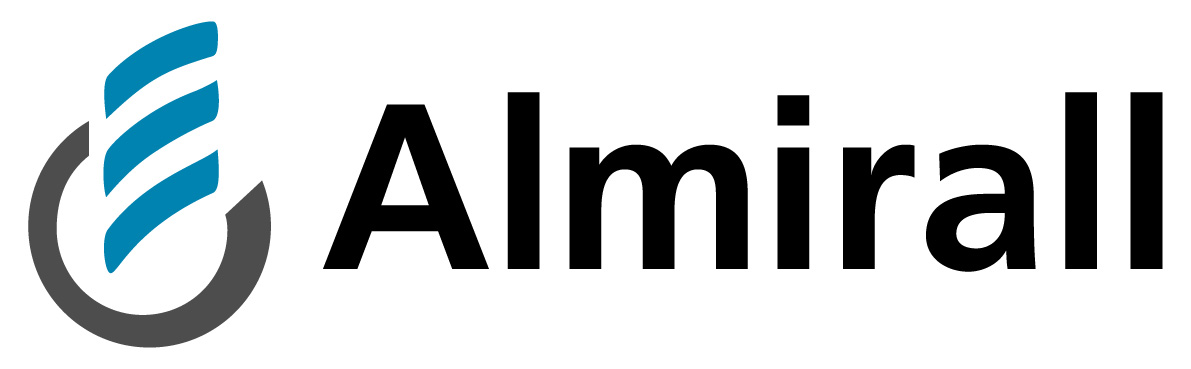
Ehemaliges Logo

Almirall S.A. mit Sitz in Barcelona ist ein börsennotiertes spanisches Pharmaunternehmen.

## Überblick
Das Produktportfolio des 1943 gegründeten Unternehmens konzentriert sich auf Arzneimittel zur Behandlung von Erkrankungen der Atemwege, des Magen-Darm-Trakts und der Haut sowie von Autoimmunerkrankungen. Almirall ist in 12 Ländern direkt präsent und vermarktet in 70 Ländern.

Mit der Übernahme des in Reinbek ansässigen Unternehmens Hermal im Jahr 2007 erwarb Almirall dessen etablierte dermatologische Marken – beispielsweise Aknemycin (Akne), Balneum Hermal (trockene Haut), Optiderm (trockene, juckende Haut), Jacutin (Läuse), Tannosynt (entzündliche Hauterkrankungen). Unter dem Namen Almirall Hermal firmiert das Unternehmen als Tochtergesellschaft der spanischen Almirall-Gruppe. Eigenen Angaben zufolge ist Almirall in Deutschland Marktführer im Bereich der verschreibungspflichtigen Arzneimittel für die Dermatologie.
Das börsennotierte Unternehmen wird von der Familie Gallardo, die mit Jorge Gallardo Ballart auch den Vorsitzenden des Verwaltungsrats stellt, zu rund 66 % kontrolliert.